# Archidiocèse de Cochabamba
L'archidiocèse de Cochabamba (en latin : Archidioecesis Cochabambensis ; en espagnol : Arquidiócesis de Cochabamba) est un archidiocèse métropolitain de l'Église catholique en Bolivie.

## Territoire

Archidiocèse de Cochabamba
Suffragants

Il comprend les provinces d'Arani, Arce, Arque, Ayopaya, Capinota, Cercado, Chapare, Chapare, Germán Jordán, Punata, Quillacollo, Tapacarí, Bolívar, et une partie de la province de Tiraque du département de Cochabamba. L'autre partie de ce département est géré par la prélature territoriale d'Aiquile.
Il possède un territoire d'une superficie de 32 306 km divisé en 74 paroisses. Le siège archiépiscopal est dans la ville de Cochabamba avec la cathédrale Saint-Sébastien. La ville de Quillacollo est un lieu de pèlerinage auprès de Notre-Dame d'Urkupiña (es).

## Histoire
Le diocèse de Cochabamba est érigé le 25 juin 1847 par la bulle Ubique pateat du pape Pie IX en prenant sur une partie du territoire de l'archidiocèse de La Plata o Charcas (aujourd'hui archidiocèse de Sucre) et du diocèse de Santa Cruz de la Sierra (aujourd'hui archidiocèse de Santa Cruz de la Sierra.
Nommé suffragant de l'archidiocèse de Sucre lors de sa création, il intègre la province ecclésiastique de La Paz le 18 juin 1943. Il cède une portion de son territoire le 11 décembre 1961 pour l'érection de la prélature territoriale d'Aiquile. Le 30 juillet 1975, il est élevé au rang d'archidiocèse métropolitain par la bulle Quo gravius du pape Paul VI avec le diocèse d'Oruro et la prélature territoriale d'Aiquile comme suffragants.

## Évêques et archevêques
- José María Yánez de Montenegro (14 avril 1848 - 24 novembre 1854)
  - Sede vacante (1854-1857)
- Rafael Salinas (19 mars 1857 - 25 août 1871)
- Francisco María Del Granado (25 août 1871 - 25 septembre 1895)
- Jacinto Anaya (10 septembre 1897 - 17 décembre 1915)
  - Sede vacante (1915-1918)
- Luigi Francesco Pierini, O.F.M (20 février 1918 - 31 octobre 1923) nommé archevêque de La Plata
- Abel Isidoro Antezana y Rojas, C.M.F (19 mai 1924 - 13 novembre 1924) nommé évêque d'Oruro
- Julio Garret (13 novembre 1924 - 28 décembre 1929)
- Tomás Aspe, O.F.M (8 juin 1931 - 21 novembre 1942)
  - Sede vacante (1942-1951)
- Juan Tarsicio Senner, O.F.M (26 octobre 1951 - 19 août 1965)
- José Armando Gutiérrez Granier (19 août 1965 - 21 juillet 1980)
- Gennaro Maria Prata Vuolo, S.D.B (21 novembre 1981 - 19 septembre 1987)
- René Fernández Apaza (16 avril 1988 - 8 juillet 1999)
- Tito Solari Capellari, S.D.B (8 juillet 1999 - 24 septembre 2014)
- Oscar Omar Aparicio Céspedes (24 septembre 2014 - )